# Scott Wara
Semi Scott Wara (Lautoka, 22 settembre 1999) è un calciatore figiano, difensore degli Stafford Rangers e della nazionale figiana.

## Carriera

### Club
In giovane età si trasferisce in Inghilterra con la famiglia; inizialmente giocava sia a calcio che a rugby (suo fratello Billy ha intrapreso una carriera in tale sport, ma successivamente si dedica solo al calcio arrivando a giocare nelle giovanili dello Stoke City, club della prima divisione inglese, con la cui formazione Under-21 gioca anche le sue prime partite in competizioni professionistiche, disputando tra il 2017 ed il 2019 un totale di 6 incontri nel Football League Trophy, inframmezzati da un mese di prestito (dal dicembre del 2017 al gennaio del 2018) al Leek Town, con cui gioca 2 partite nell'ottava divisione inglese. Rimane allo Stoke City fino al termine della stagione 2019-2020, quando il suo contratto in scadenza non viene rinnovato.
Dopo un'intera stagione trascorsa da svincolato, dal 2021 al 2023 veste nuovamente la maglia del Leek Town, nella Division One West della Northern Premier League; il 22 giugno 2023 firma un contratto professionistico della durata di 18 mesi con i Finn Harps, club della seconda divisione irlandese. L'8 settembre del medesimo anno, dopo aver giocato 7 partite nella seconda divisione irlandese, viene ceduto allo Stalybridge Celtic, club di Division One West della Northern Premier League (ottava divisione inglese), con cui realizza una rete in 21 partite giocate. In seguito continua a giocare nelle serie minori inglesi, con Prescot Cables e Stafford Rangers.

### Nazionale
Ha giocato nella nazionale figiana Under-23.
Nel 2018 ha esordito nella nazionale maggiore figiana, con la quale ha in seguito partecipato alla Coppa d'Oceania nel 2024, chiusa al quarto posto.